# Stockhausen (Döbeln)
Stockhausen ist ein Ort innerhalb der Ortschaft Ziegra der Großen Kreisstadt Döbeln im sächsischen Landkreis Mittelsachsen.

## Geographie
Stockhausen liegt südwestlich der Kernstadt Döbeln etwa je einen Kilometer von den Bundesstraßen 169 und 175 entfernt. Westlich liegt Limmritz, südlich Ziegra. Nördlich liegt der Döbelner Stadtteil Masten. Durch den Ort, der auf rund 212 m liegt, fließt der Forchheimer Bach. Genau wie Limmritz liegt die Zschopau etwa einen Kilometer westlich.
Stockhausen war ursprünglich ein Gutsweiler mit Häuslerreihen.

## Geschichte
Stockhausen wird erstmals 1213 in der Wendung Heinricus de Stokhusen erwähnt. Spätere Nennungen sind Stochusen (1220), Stochusen (1334), Stoghusin, Stockhusin (1378) und Stockhawßenn (1479). Der Ort gehörte entsprechend zunächst zum castrum Meißen und der Pflege Döbeln. 1213 wird ein Herrensitz erwähnt.  1547 gehörte das Dorf zum Amt Meißen, das Rittergut zum Amt Döbeln. Später gehörte der Ort zum Amt Leisnig, dem Gerichtsamt, der Amtshauptmannschaft und dem Kreis bzw. Landkreis Döbeln, bis dieser 2008 im Landkreis Mittelsachsen aufging. 1962 wurde Stockhausen nach Limmritz eingemeindet, das seit 1973 zu Ziegra und ab 1994 zu Ziegra-Knobelsdorf gehörte. Mit der Aufteilung der gemeinde Ziegra-Knobelsdorf kam Stockhausen zu Döbeln. Der Ort war zunächst nach Technitz gepfarrt und gehört heute zur Kirchgemeinde Technitz-Ziegra.
Heute ist Stockhausen ein offizieller Teil der Ortschaft Ziegra Döbelns.
| Jahr          | 1547/51                                  | 1764                                   | 1834 | 1871 | 1890 | 1910 | 1925 | 1939 | 1946 | 1950 |
| ------------- | ---------------------------------------- | -------------------------------------- | ---- | ---- | ---- | ---- | ---- | ---- | ---- | ---- |
| Einwohnerzahl | 4 Besessene Mann, 3 Gärtner, 10 Inwohner | 4 besessene Mann, 3 Gärtner, 1 Häusler | 128  | 179  | 168  | 168  | 215  | 162  | 191  | 220  |

1925 waren 190 Einwohner Lutheraner und 25 Katholiken.

## Belege
1. ↑  Freistaat Sachsen – Statistisches Landesamt – Kleinräumiges Gemeindeblatt. (PDF; 983 KB) S. 5, abgerufen am 5. September 2024.
2. ↑  Stockhausen – HOV | ISGV. Abgerufen am 7. Januar 2024.
3. ↑  Große Kreisstadt Döbeln: Hauptsatzung der Großen Kreisstadt Döbeln. 13. Dezember 2019, abgerufen am 7. Januar 2024.